# Ruth Rogan Benerito
Ruth Rogan Benerito (Nova Orleães, 12 de janeiro de 1916 — 5 de outubro de 2013) foi uma química e inventora estadunidense.
É conhecida por seu trabalho na indústria textil, incluindo o desenvolvimento do algodão que pode ser lavado e usado em seguida.